# Proteuxoa albistigma
Proteuxoa albistigma là một loài bướm đêm trong họ Noctuidae.